# Zlatan Saračević
Zlatan Saračević (ur. 27 lipca 1956 w Zenicy) – lekkoatleta specjalizujący się w pchnięciu kulą, reprezentant Bośni i Hercegowiny, który przez większość kariery startował w barwach Socjalistycznej Federacyjnej Republiki Jugosławii.
Pierwszy międzynarodowy sukces odniósł w 1980 roku zostając halowym mistrzem Europy. Rok później podczas kolejnej edycji halowego czempionatu Starego Kontynentu zdobył brązowy medal. W 1983 wywalczył srebrny medal uniwersjady. Zdobył złoto mistrzostw krajów bałkańskich w 1989. Jako reprezentant Bośni i Hercegowiny wystąpił w igrzyskach olimpijskich w Barcelonie odpadając w eliminacjach. Zajął ostatnią lokatę w eliminacjach i nie awansował do finału halowych mistrzostw Europy w 1996. Medalista mistrzostw Jugosławii oraz reprezentant kraju w meczach międzypaństwowych i pucharze Europy. 
Rekordy życiowe: stadion – 21,11 m (16 czerwca 1984, Zagrzeb) były rekord Bośni i Hercegowiny; hala – 20,57 m (1 lutego 1980, Budapeszt) były rekord Bośni i Hercegowiny.

## Osiągnięcia
| Rok  | Impreza                        | Miejsce      | Lokata            | Wynik |
| ---- | ------------------------------ | ------------ | ----------------- | ----- |
| 1980 | Halowe mistrzostwa Europy      | Sindelfingen | 1. miejsce        | 20,43 |
| 1981 | Halowe mistrzostwa Europy      | Grenoble     | 3. miejsce        | 19,40 |
| 1981 | Finał pucharu Europy           | Zagrzeb      | 5. miejsce        | 19,38 |
| 1983 | Uniwersjada                    | Edmonton     | 2. miejsce        | 19,66 |
| 1989 | Mistrzostwa krajów bałkańskich | Seres        | 1. miejsce        | 20,12 |
| 1989 | Finał C2 pucharu Europy        | Dublin       | 1. miejsce        | 20,02 |
| 1992 | Igrzyska olimpijskie           | Barcelona    | el. – 26. miejsce | 16,38 |
| 1996 | Halowe mistrzostwa Europy      | Sztokholm    | el. – 23. miejsce | 15,76 |